# Echilibru mecanic

Un obiect care se sprijină pe o suprafață și schema forțelor corespunzătoare care acționează asupra obiectului. Forța normală N este egală, opusă și coliniară cu greutatea mg, astfel încât rezultanta și momentul sunt nule. Ca urmare obiectul se află într-o stare de echilibru mecanic static.

În mecanica clasică o particulă este în echilibru mecanic dacă forța rezultantă asupra acelei particule este nulă.:39 Prin extensie, un sistem fizic format din mai multe părți este în echilibru mecanic dacă rezultanta pe fiecare dintre părțile sale luate individual este nulă.:45–46,
Pe lângă definirea echilibrului mecanic pe baza forțelor, există multe definiții alternative pentru echilibrul mecanic, toate fiind echivalente din punct de vedere matematic. În ceea ce privește impulsul, un sistem este în echilibru dacă impulsul părților sale este constant. În ceea ce privește viteza, sistemul este în echilibru dacă viteza este constantă. Într-un echilibru mecanic al corpurilor în rotație, momentul de inerție al obiectului este cel conservat, iar momentul rezultant în raport cu coordonatele generalizate este nul.
Dacă viteza unei particule în echilibru este nulă, particula este în echilibru static. Dacă toate particulele aflate în echilibru au viteză constantă, este întotdeauna posibil să se găsească un sistem de referință inerțial în care particula este staționară în raport cu sistemul.

## Stabilitate
O proprietate importantă a sistemelor aflate în echilibru mecanic este stabilitatea⁠(d).

### Tipuri de echilibre statice

Bila este în echilibru instabil

Dacă se cunoaște funcția care descrie energia potențială a sistemului, se pot determina echilibrele sistemului folosind analiza matematică. Un sistem se află în echilibru mecanic în punctele critice⁠(d) ale funcției care descrie energia potențială a sistemului. Aceste puncte se pot determina studiind derivata funcției, care în aceste puncte este zero. Pentru a determina dacă sistemul este stabil sau instabil se studiază derivata a doua. 

Bila este în echilibru stabil

Cazul în care derivata a doua > 0Energia potențială are un minim local. Acesta este un echilibru stabil. Răspunsul la o mică perturbare sunt forțele care tind să restabilească echilibrul. Dacă pentru un sistem este posibilă mai mult de o stare de echilibru stabil, orice echilibru a cărui energie potențială este mai mare decât minimul absolut reprezintă stări metastabile.
Cazul în care derivata a doua < 0Energia potențială are un maxim local, ceea ce înseamnă că sistemul se află într-o stare de echilibru instabil. Dacă sistemul este deplasat pe o distanță arbitrar de mică de starea de echilibru, forțele sistemului îl fac să se îndepărteze și mai mult.
Cazul în care derivata a doua = 0Starea este neutră și bila aproape rămâne în echilibru dacă este deplasată foarte puțin. Se pot examina derivatele de ordin superior. Dacă cea mai mică derivată diferită de zero este de ordin impar sau are o valoare negativă, starea este instabilă. Dacă cea mai mică derivată diferită de zero este de ordin par și are o valoare pozitivă, starea este stabilă. Dacă toate derivatele sunt zero, atunci este imposibil să se tragă concluzii numai din derivate. De exemplu, funcția {\displaystyle e^{-1/x^{2}}} (definită ca 0 în x = 0) are toate derivatele egale cu zero. În același timp, această funcție are un minim local x = 0, starea este în echilibru stabil. Însă dacă se înmulțește această funcție cu funcția semn, toate derivatele vor fi în continuare zero, dar starea va fi în echilibru instabil.

Bila este în echilibru indiferent

Cazul în care funcția este local constantăÎntr-o stare cu adevărat neutră energia nu variază, iar starea de echilibru are o lățime finită. Aceasta este uneori denumită o stare de echilibru indiferent (astabil).
În mai multe dimensiuni, este posibil să se obțină rezultate diferite în direcții diferite, de exemplu stabilitate la deplasările în direcția x, dar instabilitate în direcția y, un caz cunoscut sub numele de un punct șa. În general, un echilibru este denumit stabil doar dacă este stabil în toate direcțiile.